# Camptocosa
Camptocosa Dondale, Jiménez & Nieto, 2005 è un genere di ragni appartenente alla famiglia Lycosidae.

## Distribuzione
Le 2 specie note di questo genere sono state reperite nell'America settentrionale: la specie dall'areale più vasto è la C. parallela reperita in località degli USA e del Messico.

## Tassonomia
Le caratteristiche di questo genere sono state determinate a seguito dell'analisi degli esemplari tipo di Allocosa parallela (Banks, 1898).
Non sono stati esaminati esemplari di questo genere dal 2008.
Attualmente, a dicembre 2016, si compone di 2 specie:
- Camptocosa parallela (Banks, 1898)[2] — USA, Messico
- Camptocosa texana Dondale, Jiménez & Nieto, 2005 — USA